# Eualloea subbifasciata
Eualloea subbifasciata är en fjärilsart som beskrevs av W. Warren 1909. Eualloea subbifasciata ingår i släktet Eualloea och familjen mätare. Inga underarter finns listade i Catalogue of Life.